# William Lee Scott
William Lee Scott (6 de julio de 1973) es un actor estadounidense de cine y televisión.

## Filmografía
| Año  | Película                                |
| ---- | --------------------------------------- |
| 1997 | Gattaca                                 |
| 1998 | Tis the Season                          |
| 1998 | The Opposite of Sex                     |
| 1999 | October Sky                             |
| 1999 | Black and White                         |
| 2000 | Gone in 60 Seconds                      |
| 2001 | Pearl Harbor                            |
| 2003 | Identity                                |
| 2003 | Dumb and Dumberer: When Harry Met Lloyd |
| 2004 | The Butterfly Effect                    |
| 2004 | Killer Diller                           |
| 2005 | Beautiful Dreamer                       |
| 2009 | Brooklyn's Finest                       |
| 2010 | Nine Dead                               |